# Pa amb vi i sucre
El pa amb vi i sucre és una de les preparacions més característiques i antigues de la cuina catalana, i que forma part del seu Corpus Culinari. Alguns consideren que el plat insígnia de la cuina catalana és el pa amb tomàquet, però no el més antic, atès que el tomàquet va arribar d'Amèrica a partir de 1492. Consisteix en una llesca de pa, xopat amb un raig de vi i en acabat polvorejant-hi sucre pel damunt que s'impregna amb el vi per capil·laritat. En Santi Santamaria d'El racó de can Fabes diu que menjava pa amb vi i sucre un dia si i un dia no.